# Webuild
Webuild S.p.A. — итальянская компания, занимающаяся строительством, а также предоставлением услуг строительного инжиниринга. Штаб-квартира компании располагается в Роццано (пригород Милана, Италия).

## История
Основана в 1959 году как «Impregilo S.p.A». В 2014 году слилась с компанией «Salini S.p.A.», образовав «Salini Impregilo S.p.A». 
В ноябре 2015 года за 406 млн долларов была куплена строительная компания «Lane Industries», базирующаяся в Коннектикуте (США). 
15 мая 2020 года компания сменила название на «Webuild S.p.A».
В ноябре 2020 года был приобретён контрольный пакет акций римской строительной компании «Astaldi».
В начале 2023 года была приобретена австралийская «Clough Group».
Компания возглавляет консорциум по постройке моста через Мессинский пролив. 6 августа 2025 года Межведомственный комитет по экономическому планированию и устойчивому развитию Италии (CIPESS) утвердил проект строительства. Сумма проекта составила 13,5 млрд евро. Окончание строительства планируется к 2032 году.

## Собственники и руководство
Крупнейшим акционером являлся Симонпьетро Салини (умер 21 июля 2024 года). По состоянию на 2024 год ему принадлежало 39,54 % акций. Другие крупные акционеры — государственная инвестиционная группа Cassa Depositi e Prestiti (16,4 %), банки UniCredit (4,91 %) и Intesa Sanpaolo (4,61 %).
Донато Яковоне — председатель совета директоров, также партнёр в аудиторской фирме Ernst & Young, профессор, автор книг по экономике.
Пьетро Салини — генеральный директор с 2014 года, в компании с 1987 года.

## Деятельность
Выручка за 2023 год составила 9,29 млрд евро. Её распределение по регионам: Италия — 29 %, другие страны Евросоюза — 11 %, остальная Европа — 7 %, Австралия и Океания — 14 %, Америка — 10 %, Африка — 6 %, Ближний Восток — 5 %, Азия — 2 %.

## Проекты
Компания за время своего существования участвовала в реализации множества крупных инфраструктурных проектов, среди которых можно выделить следующие:
- ГЭС Кариба, Замбия/Зимбабве (1959 год)
- Плотина «Дез» (англ.), Иран (1963 год)
- Дамба Тарбела, Пакистан (1976 год)
- ГЭС Хыдасе
- ГЭС Каурахньюкар (2007 год)
- Плотина Рогунской ГЭС в Таджикистане, окончание строительства в 2025 году
- Мост через Мессинский пролив (2024—2032)[9][19]